# Хармсворт, Гарольд, 1-й виконт Ротермир
Гарольд Сидни Хармсворт, 1-й виконт Ротермир (англ. Harold Sidney Harmsworth, 1st Viscount Rothermere; 26 апреля 1868 — 26 ноября 1940) — ведущий британский газетный магнат, владевший Associated Newspapers Ltd. Пионер популярной таблоидной журналистики, а его потомки продолжают контролировать Daily Mail and General Trust.

## Происхождение и ранняя карьера
Родился 26 апреля 1868 года в Лондоне. Второй сын адвоката Альфреда Хармсворта (1837—1889) и Джеральдин Мэри Хармсворт (урожденной Маффетт) (1838—1925). Он получил образование в гимназии Святого Марилебона, которую он оставил, чтобы стать клерком в Торговом совете. В 1888 году он присоединился к газетной компании своего старшего брата Альфреда, а в 1894 году он и его брат купили Evening News за 25 000 фунтов стерлингов.
В 1896 году Хармсворт и его старший брат Альфред вместе основали Daily Mail. В 1903 году они запустили Daily Mirror. В 1910 году Хармсворт купил Glasgow Record and Mail, а в 1915 году Sunday Pictorial. К 1921 году он был владельцем Daily Mirror, Sunday Pictorial, Glasgow Daily Record, Evening News и Sunday Mail, а также разделил владение компанией Associated Newspapers со своим братом Альфредом, который стал виконтом Нортклиффом в 1918 году. Его наибольший успех пришел с Daily Mirror, тираж которой к 1922 году составил три миллиона экземпляров.
Хотя одним из главных конкурентов газет Хармсворта была Daily Express, принадлежавшая Максу Эйткену (будущему лорду Бивербруку), в мае 1913 года Хармсворт отправился с Эйткеном в длительную командировку в Западную Канаду. Поездка ознаменовала начало странного союза между Эйткеном и семьей Хармсворт, который сохранялся независимо от соперничества между Daily Mail и Daily Express. Когда Эйткен был возведен в звание пэра в 1917 году как барон Бивербрук, Хармсворт, к тому времени барон Ротермир, был одним из его спонсоров, когда он впервые вошел в Палату лордов. Эйткен считал его более близким из двух братьев.

## Титулы
14 июля 1910 года Гарольд Хармсворт получил титул 1-го баронета Хармсворта из Хорси в графстве Норфолк. 17 января 1914 года он был возведен в звание пэра как 1-й барон Ротермир из Хемстеда в графстве Кент, став членом Палаты лордов Великобритании. 17 мая 1919 года он получил титул 1-го виконта Ротермира из Хемстеда, графство Кент.

## Общественная жизнь
Во время Первой мировой войны Гарольд Хармсворт временно занимал пост президента Воздушного совета в правительстве Ллойд Джорджа и поставил свои газеты на службу военной пропаганде союзников против центральных держав.
Потеряв на войне двух своих сыновей, Хармсворт стал энергичным противником войны в 1920-х годах. Он также выделялся как ярый критик Парижского договора, особенно Трианонского договора, поэтому в 1927 году ему даже предложили венгерскую корону, от чего Хармсворт отказался.
В 1930-е годы Гарольд Хармсворт решительно поддерживал политику умиротворения британских правительств Стэнли Болдуина и Невилла Чемберлена, в духе которых он также строил свои газеты. За это время он несколько раз встречался с Гитлером, которому подтвердил свое стремление к миру. В 1934 году газеты Ротермира даже временно поддержали британскую фашистскую партию — Британский союз фашистов, возглавляемый Освальдом Мосли. Согласно секретным правительственным документам, которые были опубликованы только в 2005 году, его симпатии к немецкому национал-социализму зашли так далеко, что он отправил Гитлеру поздравительную телеграмму в 1938 году по случаю вторжения немецких войск в Судетскую область.
Гарольд Хармсворт продвигал частную авиацию в 1930-х годах. Для себя он заказал у Бристольской авиастроительной компании самолет, который был быстрее всех британских истребителей, стоявших на вооружении в то время. Он предоставил этот самолет для испытаний Королевским ВВС, которые затем разработали Bristol Blenheim.
Начало Второй мировой войны стало для Гарольда Хармсворта серьезным разочарованием, которое он пережил лишь на короткое время.

## Семья
4 июля 1893 года лорд Ротермир женился на Мэри Лилиан Шер (1874 — 16 марта 1937), дочери Джорджа Уэйда Шера и Мэри Айзек Гринвуд. У супругов было трое сыновей, двое старших из которых погибли в Первой мировой войне:
- Капитан Достопочтенный Гарольд Альфред Вивиан Сент-Джордж Хармсворт (2 августа 1894 — 12 февраля 1918), умер от ран в возрасте 23 лет после службы во 2-м батальоне Ирландской гвардии во Франции. Через неделю после смерти он был награжден Военным крестом.
- Лейтенант Достопочтенный Вер Сидни Тюдор Хармсворт (25 сентября 1895 — 13 ноября 1916), погиб в бою в первый день битвы при Анкре, в возрасте 21 года, во время службы в батальоне Хоука 63-й (Королевской военно-морской) дивизии, Королевский военно-морской резерв.
- Эсмонд Сесил Хармсворт, 2-й виконт Ротермир (29 мая 1898 — 12 июля 1978), младший сын и преемник отца.

## Труды
- Rothermere, Harold S.H., Warnings and Predictions, Eyre & Spottiswoode Ltd., 1939
- Viscount Rothermere, My Fight to Rearm Britain, London: Eyre & Spottiswoode Ltd., 1939